# Свуси Керц
Свуси Керц (енгл. Swoosie Kurtz) је америчка глумица, рођена 6. септембра 1944. године у Омахи.
Свуси Керц је рођена у Омахи, Небраска. Мајка Марго (девојачко Роџерс) је била писац, а отац Френк Керц пуковник Ратног ваздухопловства Сједињених Америчких Држава. Свуси је први телевизијски наступ имала са осамнаест година, а каријеру у позоришту и деби на Бродвеју 1975. године. Освојила је 1990. године Еми награду за улогу у комедији Carol & Company.

## Филмографија
| Улоге  |                      |                         |                    |          |
| Година | Српски назив         | Изворни назив           | Улога              | Напомена |
| 1988.  | Опасне везе          | Dangerous Liaisons      | мадам де Воланж    |          |
| 1994.  | Уједи живота         | Reality Bites           | Шарлин Мекгрегор   |          |
| 1997.  | Лажов, лажов         | Liar Liar               | Дејна Еплтон       |          |
| 1999.  | Окрутне намере       | Cruel Intentions        | др Реџина Гринбаум |          |
| 2002.  | Правила привлачности | The Rules of Attraction | госпођа Џаред      |          |
| 2003.  | Дуплекс              | Duplex                  | Џин                |          |
| 2018.  | Мој лажни муж        | Overboard               | Грејс              |          |